# Государственный строй ФРГ
Федеративная Республика Германия — демократическая, социальная, правовая, парламентская республика.
Конституция принята Парламентским советом в 1949 году. Законодательные органы — Бундесрат (Bundesrat — «Федеральный совет»), назначаемый правительствами земель, и Бундестаг (Bundestag — «Федеральный сейм»), избираемый народом по смешанной системе сроком на 4 года, глава государства — Федеральный президент (Bundespräsident), избираемый Федеральным Собранием (Bundesversammlung), состоящим из членов бундестага и равного количества делегатов земель, сроком на 5 лет при возможности одного переизбрания, осуществляет представительские функции. Исполнительный орган — Федеральное правительство(Bundesregierung), состоит из Федерального канцлера (Bundeskanzler) и федеральных министров (bundesminister), назначается Федеральным президентом и несёт политическую ответственность перед бундестагом. Выражение бундестагом недоверия Федеральному правительству влечёт отставку Федерального правительства, но при этом бундестаг должен немедленно предложить кандидатуру нового Федерального канцлера. Орган конституционного надзора — Федеральный конституционный суд (bundesverfassungsgericht), половина членов которого назначается Бундестагом, половина — Бундесратом.
Территория Германии делится на федеральные земли (land), каждая из которых имеет свою конституцию и может принимать законы по вопросам не относящимся к исключительному ведению республики. Законодательный орган земли — ландтаг (landtag — «земский сейм»), избираемый народом по смешанной или пропорциональной системе сроком на 4 или 5 лет, исполнительный орган земли — правительство земли — правительство земли (landesregierung), состоящее из премьер-министра земли (landesministerpräsident) и министров земли (landesminister), назначается ландтагом и несёт перед ним политическую ответственность, выражение ландтагом недоверия правительству земли влечёт за собой отставку правительства земли, орган конституционного надзора земли — земельный конституционный суд (landesvervassungsgericht), назначается ландтагом.
Суды делятся на федеральные суды, которыми являются только высшие судебные инстанции (Федеральный верховный суд в Карлсруэ, Федеральный административный суд в Лейпциге, Федеральный суд по трудовым спорам в Эрфурте, Федеральный социальный суд в Касселе и Федеральный финансовый суд в Мюнхене), и суды земель. Суды в Германии делятся на финансовые, трудовые, административные социальные и общие.